# Lukina de Malte
Lukina de Malte est comtesse de Malte vers 1300 jusqu'à son mariage avec Guglielmo Raimondo I Moncada, issu d'une grande famille catalane, qui sera ensuite porteur du titre de comte pour le nom de sa femme.

## Biographie

### Origine familiale
Lukina est la fille de Guglielmo de Malte et de Chiara de Rocka. Son père Guglielmo était le fils ainé de Périno, lui-même fils ainé du comte Nicoloso. Perino et Guglielmo sont tous deux décédés avant d'accéder au titre de comte qui était revenu à Andreas de Malte, sans descendant. Lukina est donc la dernière héritière de la dynastie génoise des Pescatore qui dirigent l'archipel maltais depuis plus d'un siècle. Le nom de famille de sa mère, Chiara de Rocka, semble évoquer une origine italienne ou catalane, mais pas sicilienne.

### Comtesse et mariage
Dans son testament datant de 1299, le comte Andreas mourant, désigne comme unique héritière sa petite-nièce Lukina, alors encore célibataire. Lukina se marie ensuite (entre 1300 et 1308) à Guglielmo Raimondo I Moncada, issu d'une grande famille catalane, qui par ce mariage exercera désormais le titre de comte.

### Après le départ de Malte
Vers 1320, le roi Frédéric II de Sicile récupère les terres maltaises en les échangeant avec Guglielmo Raimondo contre le fief de d'Agosta qui devient désormais la nouvelle terre comtale du rameau sicilien de la famille Moncada,.

### Famille
On lui connait 3 enfants : Guglielmo Raimondo, Pericone et une fille Clara. En 1338 Clara est mariée avec Ferrarono de Abela.

## Sources
- (en) Charles Dalli, Malta, The Medieval Millennium, Malte, Midsea Books ltd, coll. « Malta's Living Heritage », 2006 (ISBN 99932-7-103-9)